# Căn cứ không quân Thủy quân lục chiến Futenma
Căn cứ không quân Thủy quân lục chiến Futenma hay MCAS Futenma (Nhật: 海兵隊普天間航空基地 Hepburn: Kaiheitai Futenma Kōkū Kichi)A (âm Hán Việt: Hải binh đội Phổ Thiên Gian hàng không cơ địa) là căn cứ quân sự của binh chủng Thủy quân lục chiến Hoa Kỳ ở Ginowan, 5 NM (9,3 km; 5,8 mi) nằm về phía đông bắcB thủ phủ Naha trên đảo Okinawa.
Căn cứ này có khoảng 4.000 lính Thủy quân lục chiến đồn trú. Futenma được dùng làm căn cứ của quân đội Hoa Kỳ kể từ năm 1945 trong Đệ nhị Thế chiến sau khi Hoa Kỳ chiếm được Okinawa. Phi công và phi đoàn Thủy quân lục chiến được đóng ở đây trợ lực cho các quân vụ trên bộ của binh chủng này.
Căn cứ Funtema có một phi đạo cùng trại binh nơi đặt cơ quan hành chánh và chiến lược phụ thuộc. Căn cứ này cũng được Liên hiệp quốc sử dụnng làm căn cứ không vụ.